# 鹿郢
鹿郢（？—前458年），一名与夷，又名於賜，《史記》載其名為鼫與，為春秋戰國時代越國的君主，越王句踐死後繼位成為君主，勵精圖治，帶領越國成為一個大國，並任春秋列國的霸主。公元前463年－前458年在位，共6年。
陳夢家、曹錦炎等學者從字音對應出發，認爲越大夫柘稽（或諸稽郢）與越王與夷（即鼫與、鹿郢、適郢、者旨於賜、者旨）是同一個人。